# Tackle

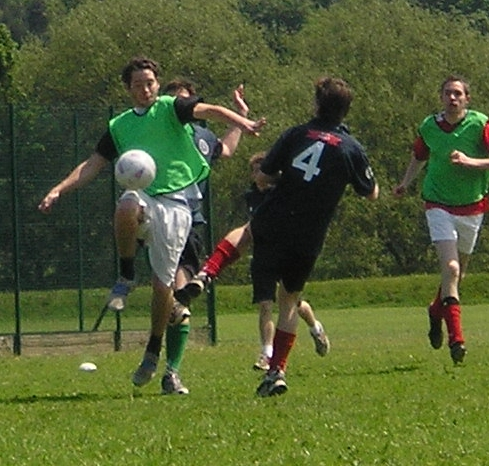
Um tackle no Association football.

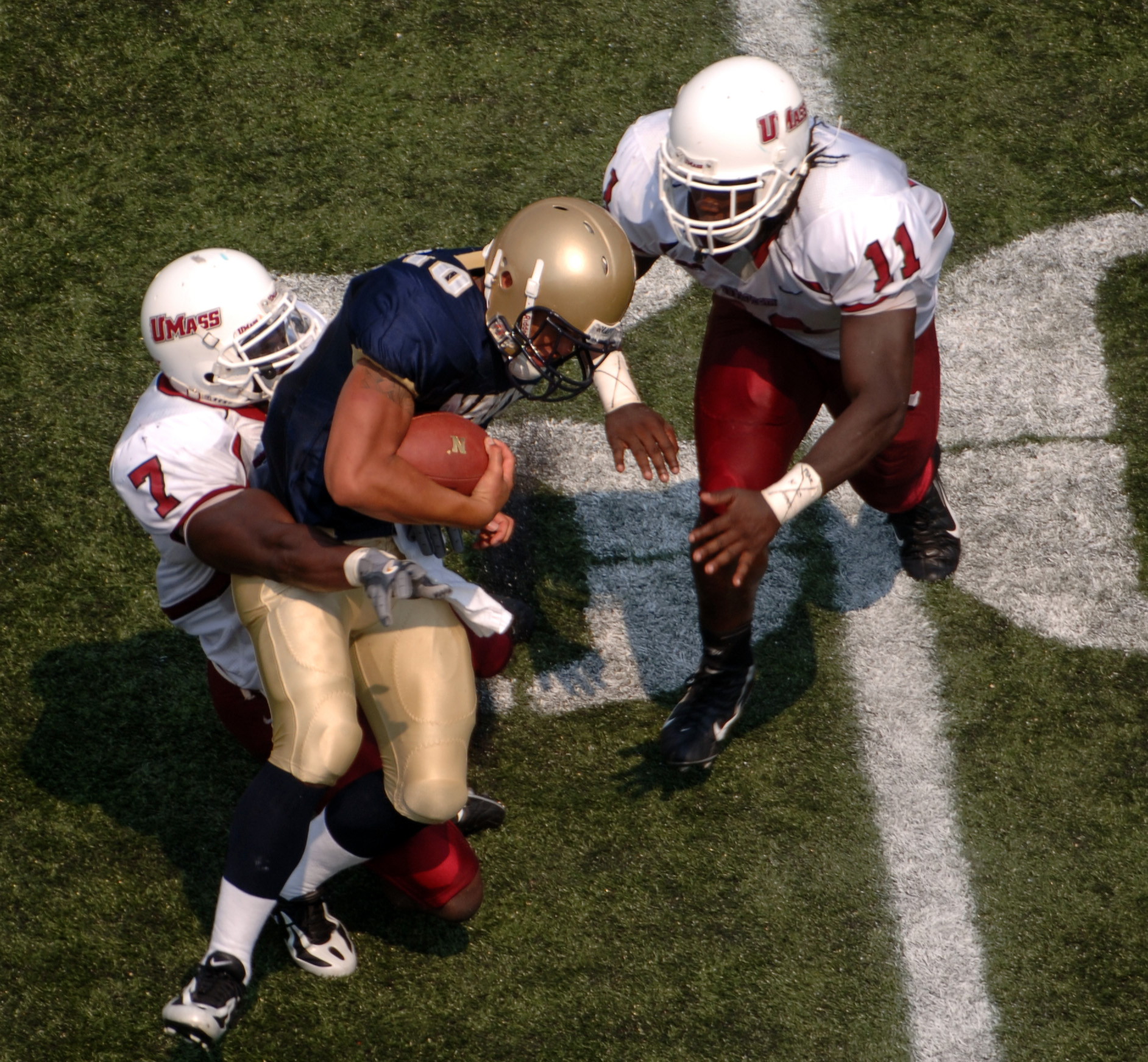
Um tackle no American football.

Em várias formas de football acontece uma jogada chamada tackle. O principal objetivo do tackle é tirar a bola do controle adversário, impedir o adversário de ganhar terreno até a linha de gol ou simplesmente de parar a jogada em andamento. A palavra é usada em vários esportes de contato como o futebol (football) para descrever o ato de parar o adversário fisicamente ou lutar com ele no chão. Em outras palavras, é o simples ato de contestar a posse de bola do adversário. O tackle pode ser então aplicado tanto por jogadores de defesa quanto de ataque.